# Граймерат (Айфель)
Граймерат (нем. Greimerath) — община в Германии, в земле Рейнланд-Пфальц.
Входит в состав района Бернкастель-Витлих. Подчиняется управлению Мандершайд. Население составляет 245 человек (на 31 декабря 2010 года). Занимает площадь 3,75 км².